# Kom sol, kom regn
Kom sol, kom regn hette Norges bidrag till Eurovision Song Contest 1962, och sjöngs på norska av Inger Jacobsen.
Låten startade som nummer 10 ut den kvällen, efter Frankrikes Isabelle Aubret med "Un premier amour" och före Schweiz Jean Philippe med "Le retour". Vid slutet av omröstningen, hade låten fått två poäng, och slutade på tionde plats av 16. För att komma så lågt ner var placeringen hög, vilket berodde på att fyra bidrag blev poänglösa.